# Hans Nielsen (speedwayförare)
Hans Hollen Nielsen, född 1959 i Brørup, är en dansk speedwayförare.
Nielsen vann individuella VM fyra gånger. Han hade en lång karriär i världstoppen från 18-årsåldern tills han lade av 1999.